# Бибра, Эрнст фон
Эрнст фон Бибра (нем. Ernst von Bibra; 1806—1878) — немецкий путешественник, естествоиспытатель и писатель XIX века.

## Биография
Эрнст фон Бибра родился 9 июня 1806 года в городе Швебхайме в земле Бавария.
Находясь в Нижней Франконии, изучал сперва право в Вюрцбургском университете, однако затем серьёзно увлёкся естественными науками и в особенности химией.
В 1849 году учёный отправился в путешествие по Южной Америке, где в меру своих возможностей, отдался изучению Бразилии и Чили (где обогнул по суше мыс Горн), которые, согласно ЭСБЕ: «исколесил вдоль и поперек».
По возвращении в Германию, Бибра поселился в городе Нюрнберге, где продолжал научную деятельность вплоть до самой своей кончины. Он неоднократно выставлял на всеобщее обозрение собранные им в походах этнографические коллекции. Свою деятельность, как писатель, учёный начал опубликовав свои путевые заметки.
Эрнст фон Бибра скончался 5 июня 1878 года в Нюрнберге.